# 柳家花ごめ
柳家 花ごめ（やなぎや かごめ）は、落語家の名前。
- 柳家花ごめ - 現∶台所おさん[1]
- 柳家花ごめ - 本項にて記述

柳家 花ごめ（やなぎや かごめ、1986年5月1日 - ）は、落語協会に所属する落語家。

## 経歴
- 2009年∶柳家花緑に入門[2]。
- 2009年11月21日∶前座となる。前座名「まめ緑」[2]。
- 2014年6月11日∶古今亭志ん松、春風亭朝之助、古今亭始とともに二ツ目昇進。「柳家花ごめ」と改名[2]。
- 2024年9月下席より、古今亭志ん松改メ七代目古今亭志ん橋、春風亭朝之助改メ春風亭梅朝、古今亭始改メ古今亭伝輔とともに真打に昇進した[3][4]。

## 人物
- 所属団体や流派の垣根を超えた女流落語家ユニット「落語ガールズ」に所属している。
- 声質が声優の高山みなみに似ており、高座に上がるたびに客から指摘されているという。また、声優ソムリエを自称する春風亭吉好からは、高山と花ごめの声を同時に聞くと「区別がつかない」と評されている[5]。
- 怪談にも積極的に取り組んでいる。

## 出演

### 映画
- 二つ目物語（2022年、林家しん平監督、クロスロード）- お茶子 役